# Солор
Солор (индон. Pulau Solor) — один из островов архипелага Солор, который является частью Малых Зондских островов. В административном отношении входит в состав индонезийской провинции Восточная Нуса-Тенгара.
Расположен к востоку от острова Флорес, к юго-западу от острова Адонара и к западу от острова Ломблен. С юга остров омывается водами моря Саву. Составляет около 40 км в длину и 6 км в ширину. Площадь острова — 222 км². На Солоре располагаются как минимум 5 вулканов.
Население Солора говорит на языках адонара и ламахолот; оба они относятся к австронезийской языковой семье.